# Mixquiahuala
Mixquiahuala de Juárez è un comune del Messico, situato nello stato di Hidalgo, il cui capoluogo è la località di Mixquiahuala.